# Demon core
Il demon core (tradotto non letteralmente, ma in modo molto appropriato in lingua italiana: "demone nucleare") era una sfera di plutonio impiegata nelle ricerche sulle armi nucleari condotte presso i laboratori di Los Alamos tra il 1945 e il 1946. La sfera fu utilizzata in diversi esperimenti particolarmente pericolosi volti alla rilevazione sperimentale della massa critica del plutonio e fu protagonista di due distinti incidenti nei quali divenne temporaneamente supercritica, causando la morte per avvelenamento acuto da radiazione di due scienziati. Tali infausti eventi furono all'origine del soprannome. Era costituita da due semisfere di plutonio in fase δ ricoperte da un rivestimento di circa 0,13 mm di nichel, per una massa totale di circa 6,2 kg sotto forma di una sfera del diametro di circa 9 cm. Il demon core fu poi impiegato nel nocciolo della bomba atomica usata nel primo dei due test nucleari (denominato Able) dell'operazione Crossroads, presso l'atollo di Bikini.

## Primo incidente (1945)

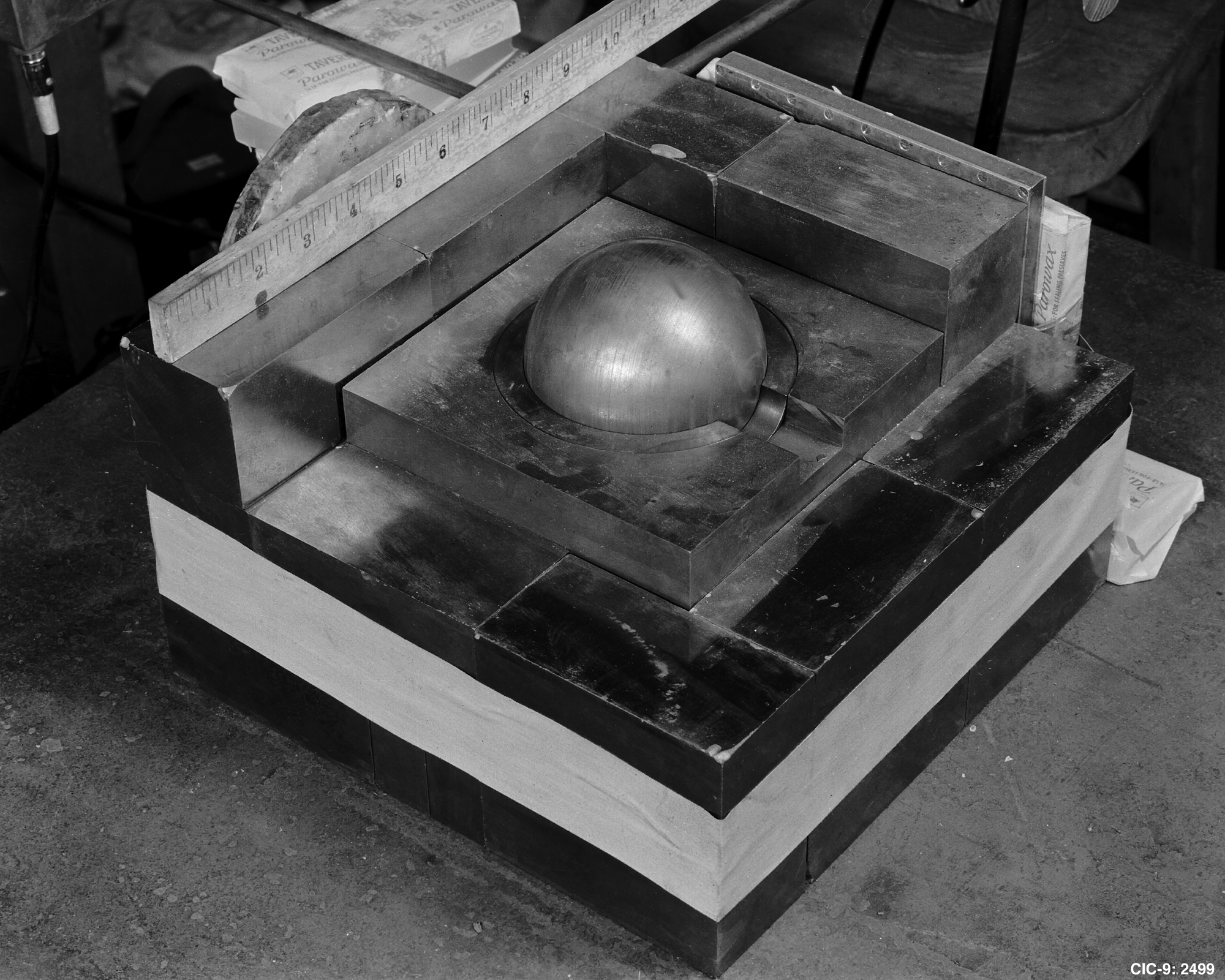
Ricostruzione dell'incidente del 1945. La sfera di plutonio è circondata da mattoni di carburo di tungsteno, riflettori di neutroni.

Il 21 agosto 1945 il fisico Harry Daghlian stava conducendo in solitudine un esperimento sulla riflessione neutronica. La sfera era collocata dentro una pila di mattoni riflettenti di carburo di tungsteno da 4,4 kg, e l'aggiunta di ogni mattone avvicinava il nucleo alla condizione di criticità. Mentre stava aggiungendo l'ultimo mattone, per un totale di circa 236 kg, Daghlian si fermò, notando dal contatore Geiger che l'aggiunta di altri mattoni avrebbe portato il nucleo in condizione di supercriticità. Il mattone gli cadde però accidentalmente sulla pila, facendo diventare il nucleo temporaneamente supercritico, causando l'emissione di un fascio di neutroni. Il fisico rimosse tempestivamente il mattone disassemblando la pila. Nell'incidente ricevette una dose letale di radiazioni, che ne provocò la morte per avvelenamento acuto di tipo emopoietico 25 giorni dopo.
Il soldato Robert J. Hemmerly, una guardia dello Special Engineer Detachment (SED) che si trovava nel laboratorio al momento dell'incidente con compito di sorveglianza e senza prendere parte all'esperimento, fu esposto a una dose di circa 0,08 Gy di neutroni e 0,001 Gy di raggi gamma. Il soldato morì di leucemia mieloide acuta nel 1978, all'età di 62 anni (33 anni dopo l'incidente).

## Secondo incidente (1946)

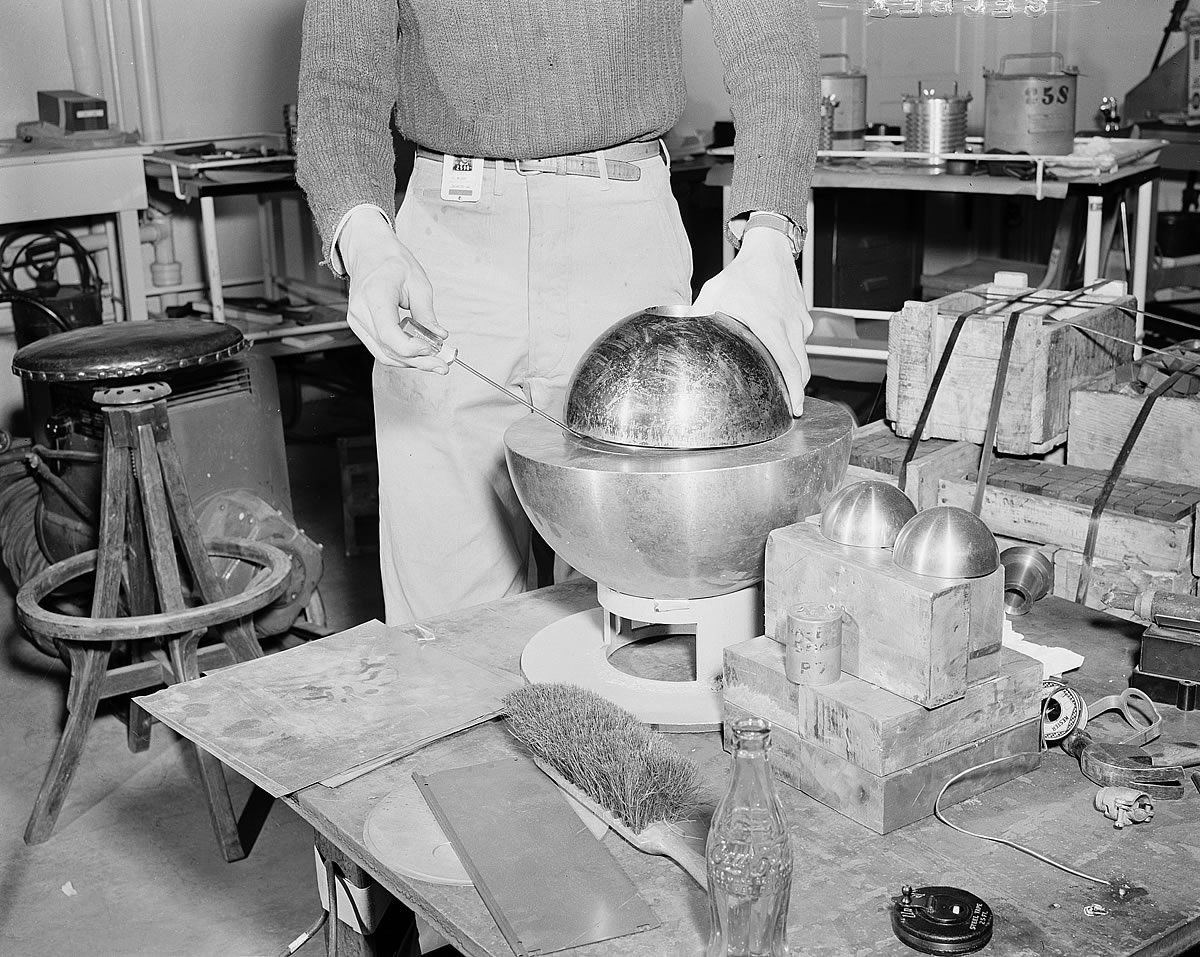
Una ricostruzione dell'incidente del 1946. È visibile la semisfera superiore di berillio tenuta in posizione con un cacciavite, ma non il nucleo di plutonio, che si trova al suo interno.

Il 21 maggio 1946 il fisico Louis Slotin stava conducendo davanti ad altri sei addetti dei laboratori un esperimento per verificare esattamente a quale punto una massa subcritica di materiale fissile veniva resa critica tramite l'uso di riflettori di neutroni. L'esperimento era soprannominato "stuzzicare la coda del drago" (tickling the dragon's tail) per via della sua estrema pericolosità. Esso richiedeva infatti che un operatore collocasse due semisfere di berillio (un metallo che riflette i neutroni) intorno al nucleo, abbassando gradualmente la semisfera superiore (che aveva un diametro di circa 23 cm). Mentre i riflettori venivano avvicinati, l'attività del nucleo veniva monitorata tramite dei contatori Geiger. Le due semisfere non dovevano chiudersi completamente perché ciò avrebbe portato il nucleo in condizione di supercriticità, con una conseguente violenta emissione di energia. Slotin conduceva l'esperimento con un protocollo insicuro e non approvato, distanziando la semisfera con la punta di un cacciavite, invece di usare gli spessori previsti. Egli aveva già condotto l'esperimento almeno una dozzina di volte davanti a molti osservatori. Dopo la morte di Daghlian, Enrico Fermi aveva criticato il modo di operare di Slotin, sostenendo che, continuando a lavorare in quel modo, lui e i suoi collaboratori sarebbero morti entro un anno.
Mentre Slotin stava abbassando la semisfera, il cacciavite gli scivolò verso l'esterno facendo cadere il riflettore. Il nucleo divenne supercritico, rilasciando istantaneamente una grande quantità di radiazione neutronica, con un bagliore di luce blu (dovuto alla ionizzazione dell'aria) e una vampata di calore percepita dai presenti. Il fisico avvertì un sapore amaro in bocca e un bruciore alla mano sinistra, ma ebbe la prontezza di allontanare le semisfere, fermando la reazione a catena e salvando le vite degli altri operatori presenti nel laboratorio (anche se è attualmente risaputo che il riscaldamento del nucleo e dei riflettori aveva comunque interrotto la condizione di supercriticità nel giro di qualche millisecondo). Inoltre, il corpo di Slotin fece da schermo per alcuni dei presenti. Il fisico fece segnare ai presenti la loro posizione sul pavimento della stanza con dei gessetti per poter calcolare la dose assorbita da ciascuno, in quanto nessuno dei presenti indossava il badge dosimetro, e lasciò l'edificio già in preda a conati di vomito (primo sintomo di un avvelenamento da radiazioni). Nell'incidente ricevette una dose letale di 10 Gy di neutroni e 1,14 Gy di raggi gamma in meno di un secondo, che ne provocarono la morte, avvenuta nove giorni dopo, per sindrome acuta da radiazione di tipo gastrointestinale. La persona più vicina a Slotin, Alvin C. Graves, stava osservando l'esperimento da sopra la spalla del fisico (il cui corpo lo protesse parzialmente), e fu esposto a una dose elevata ma non letale di radiazioni (1,66 Gy di neutroni e 0,26 Gy di raggi gamma). Graves rimase ricoverato in ospedale per diverse settimane dopo l'incidente a causa dell'avvelenamento da radiazioni e subì danni neurologici e visivi cronici. Morì d'infarto vent'anni più tardi.
I presenti nella stanza, al momento dell'incidente, erano i seguenti:

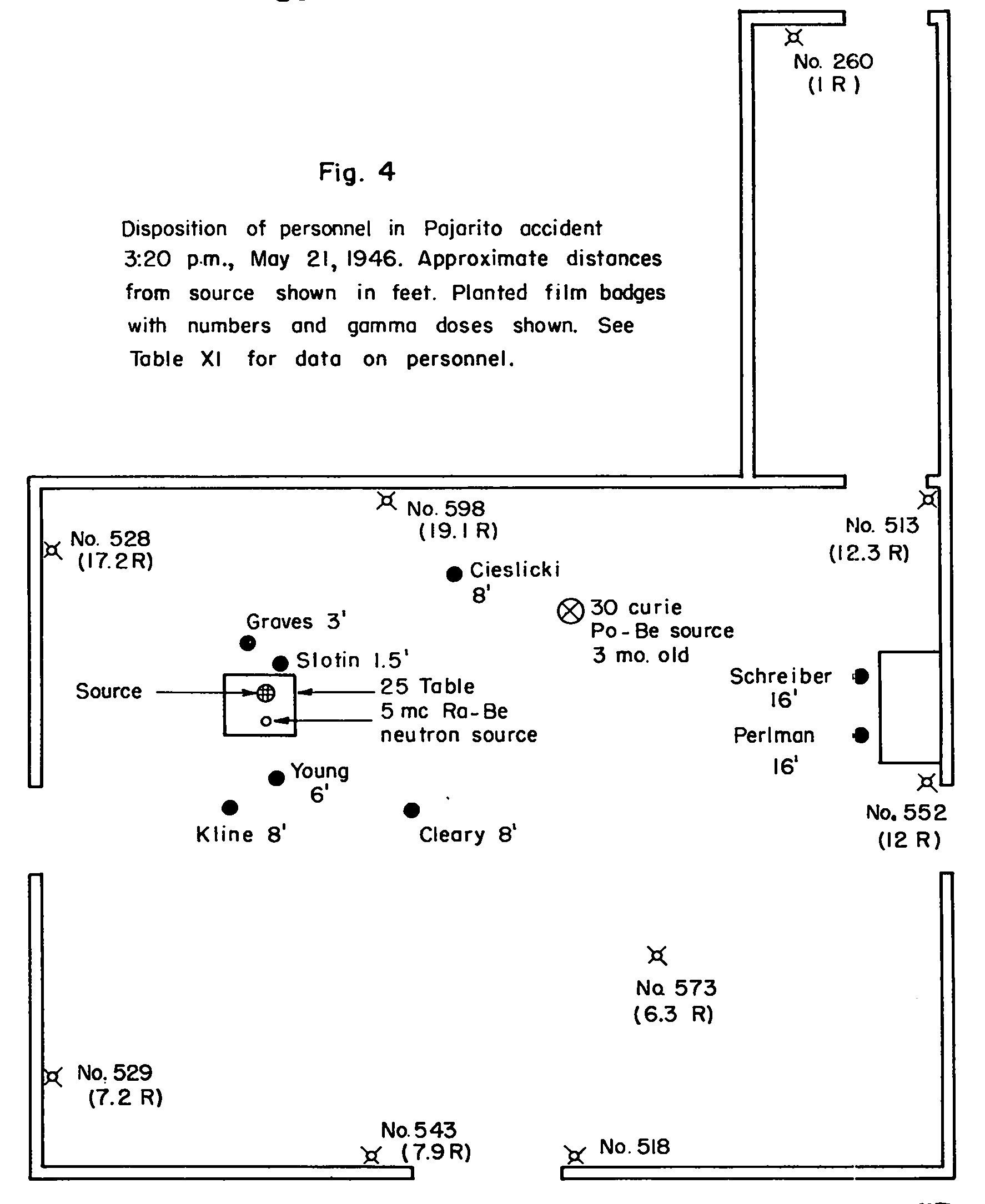
Pianta del laboratorio con la disposizione dei presenti al momento dell'incidente, usata dai medici per calcolare le dosi assorbite da ciascuno

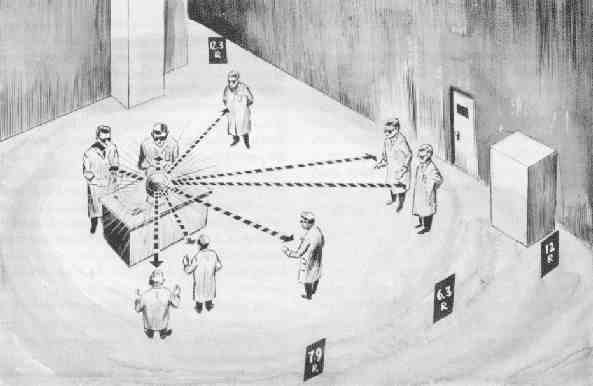
Ricostruzione della scena dell'incidente, con la disposizione dei presenti basata sui dati messi a disposizione dei medici. Slotin sta operando sul nucleo e Graves è alle sue spalle. Gli altri intorno al banco, in ordine in senso orario, sono Cieslicki, Schreiber, Perlman, Cleary, Young e Kline.

| Generalità              | Origine                   | Professione                               | Età all'epoca dell'incidente | Dose di radiazione                         | Sintomi acuti                                                                                        | Morte                                                                                  | Note         |
| ----------------------- | ------------------------- | ----------------------------------------- | ---------------------------- | ------------------------------------------ | --- | -------------------------------------------------------------------------------------- | ------------ |
| Louis Slotin            | Winnipeg, Canada          | fisico                                    | 35                           | 10 Gy di neutroni 1,14 Gy di raggi gamma   | vomito, diarrea, eritemi, edema degli arti, paralisi intestinale, gangrena e altre gravi disfunzioni | morto 9 giorni dopo l'incidente per avvelenamento acuto da radiazione                  | [ 5 ] [ 8 ]  |
| Alvin C. Graves         | Washington, DC            | fisico                                    | 34                           | 1,66 Gy di neutroni 0,26 Gy di raggi gamma | anemia, alopecia, aspermia, spossatezza                                                              | morto nel 1965 per infarto miocardico acuto                                            | [ 5 ]        |
| Stanley Allan Kline     | Chicago, Illinois         | fisico                                    | ND                           | ND                                         | ND                                                                                                   | morto nel 2001                                                                         | [ 5 ]        |
| Marion Edward Cieslicki | Mt. Lebanon, Pennsylvania | fisico                                    | 23                           | 0,12 Gy di neutroni 0,04 Gy di raggi gamma | nessuno                                                                                              | morto di leucemia mieloide acuta nel 1967, 21 anni dopo l'incidente                    | [ 5 ]        |
| Dwight Smith Young      | Chicago, Illinois         | fotografo                                 | 54                           | 0,51 Gy di neutroni 0,11 Gy di raggi gamma | nessuno                                                                                              | morto per anemia aplastica ed endocardite batterica nel 1973, 27 anni dopo l'incidente | [ 5 ]        |
| Raemer E. Schreiber     | Lafayette, Indiana        | fisico                                    | 36                           | 0,09 Gy di neutroni 0,03 Gy di raggi gamma | nausea temporanea                                                                                    | morto per cause naturali nel 1998, all'età di 88 anni                                  | [ 5 ] [ 12 ] |
| Theodore Perlman        | Louisiana                 | ingegnere                                 | 23                           | 0,07 Gy di neutroni 0,02 Gy di raggi gamma | nessuno                                                                                              | "vivo e in buona salute e spirito" nel 1978                                            | [ 5 ]        |
| Patrick J. Cleary       | New York City             | soldato semplice (addetto alla sicurezza) | 21                           | 0,33 Gy di neutroni 0,09 Gy di raggi gamma | nessuno                                                                                              | morto in Corea nel 1952, durante la guerra di Corea                                    | [ 5 ]        |

Altre due persone colpite dalle radiazioni furono il tecnico Paul Long e un altro tecnico non identificato, entrambi si trovavano in un'altra zona dell'edificio.
Dopo l'incidente provocato da Slotin, gli esperimenti sulla supercriticità condotti manualmente cessarono, e furono sviluppate da Schreiber, uno dei sopravvissuti, delle macchine a controllo remoto che permettevano di eseguire gli esperimenti mantenendo il personale alla distanza di sicurezza di circa quattrocento metri.

## Utilizzo finale deldemon core

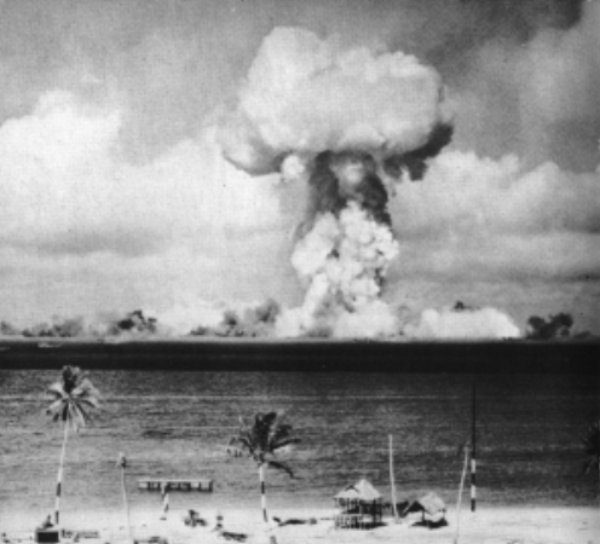
Crossroads Able, esplosione di una bomba da 23 chilotoni il 1º luglio 1946. Il nucleo fissile della bomba era il demon core.

Il demon core  fu impiegato per realizzare la bomba atomica detonata nel primo test (Able) dell'operazione Crossroads, il 1º luglio 1946 presso l'atollo di Bikini. L'ordigno liberò un'energia di circa 23 chilotoni, simile a quella della bomba Fat Man (sganciata nel bombardamento nucleare di Nagasaki) e a quella dell'ordigno usato nel successivo test (Baker) della stessa operazione Crossroads.

## Riferimenti nella cultura
- Charles Stross cita l'incidente del 1945 nel suo romanzo The Atrocity Archives
- Nel film L'ombra di mille soli (1989) un personaggio fittizio di nome Michael Merriman (impersonato da John Cusack) riprende in parte Harry Daghlian e Louis Slotin, pur con diverse inaccuratezze storiche (nel film l'incidente viene collocato nel 1945, prima del test Trinity). Il personaggio muore in un incidente analogo a quello che ha ucciso Slotin.[17]
- Joseph Kanon ha raccontato gli eventi di contorno al primo incidente nel suo romanzo Los Alamos (1997).[6]
- La storia del secondo incidente compare nell'episodio Risky Radiation della seconda serie di documentari Dark Matters: Twisted But True, nel quale viene menzionato anche il primo incidente.